# 국가 종무국
국가 종무국(튀르키예어: Diyanet İşleri Başkanlığı)은 종교 관련 업무를 담당하는 터키의 행정 부서이다. 1924년 터키의 초대 대통령 무스타파 케말 아타튀르크가 오스만 제국의 칼리프 제도를 폐지시키고 설립한 기관으로 터키 대국민의회에서 의해 설립되었다. 일반적으로 디야네트(Diyanet)라고 단순히 부르기도 한다. 종무국의 대표는 과거 이슬람교 성직자의 경칭으로 사용되던 셰흐 알이슬람이라고 부른다.
국가 종무국의 의무는 터키 헌법 제136조에 의해 "이슬람교의 믿음, 예배, 윤리에 관한 업무를 담당하고, 대중을 상대로 이슬람교를 계몽하고, 신성한 예배 장소를 관리한다."라고 명시되어 있다.

## 역대 국가 종무국 수장
1. 메흐메트 리파트 보렉쉬(1924년 - 1941년)
2. 쉐라페틴 얄카야(1941년 - 1947년)
3. 아흐메드 함디 아크세이크(1947년 - 1951년)
4. 예이프 사브리 하이로글루(1951년 - 1960년)
5. 오메르 나쉬 빌멘(1960년 - 1961년)
6. 하산 후수누 에르뎀(1961년 - 1964년)
7. 메흐메트 테빅 게르치케시(1964년 - 1965년)
8. 이브라힘 베드레틴 에르말리(1965년 - 1966년)
9. 알리 리자 하크세스(1966년 - 1968년)
10. 루트피 도간(1968년 - 1976년)
11. 슐레이만 아테쉬(1976년 - 1978년)
12. 타야르 알티쿨라쉬(1978년 - 1986년)
13. 무스타파 사이트 야지코글루(1986년 - 1992년)
14. 메흐메트 누리 일마즈(1992년 - 2003년)
15. 알리 바르다코을루(2003년 - 2010년)
16. 메흐메트 괴르메즈(2010년 - 2017)
17. 알리 에르바스(2017년 - 현재)

## 같이 보기
- 튀르키예의 세속주의
- 셰흐 알이슬람